# Thaumalea veletensis
Thaumalea veletensis är en tvåvingeart som beskrevs av Vaillant 1977. Thaumalea veletensis ingår i släktet Thaumalea och familjen mätarmyggor.
Artens utbredningsområde är Spanien. Inga underarter finns listade i Catalogue of Life.